# Théorie de jauge supersymétrique
En théorie quantique des champs, une théorie de jauge supersymétrique est une théorie possédant une ou plusieurs supersymétries (dans le cas de plusieurs supersymétries on parle de supersymétrie étendue (en)) et incorporant également une symétrie de jauge tout comme les théories de jauge ordinaires non-supersymétriques.

## Supermultiplet vectoriel
Les théories de jauge contenant toujours un ou plusieurs champs de jauge {\displaystyle A^{\mu }\,} qui sont des champs de spin 1, la présence de la supersymétrie nécessite qu'un tel champ vectoriel soit accompagné d'un partenaire fermionique de spin 1/2 {\displaystyle \psi _{\alpha }\,}appelé jaugino. Dans le cas de la supersymétrie étendue le champ de jauge possède plusieurs jauginos partenaires (1 par supersymétrie) et la cohérence de l'algèbre de supersymétrie nécessite l'introduction de champs scalaires supplémentaires {\displaystyle \phi _{i}\,}.

L'ensemble constitué par le champ vectoriel, son ou ses champs fermioniques partenaires ainsi que les éventuels champs scalaires supplémentaires nécessaire constituent un supermultiplet vectoriel
Pour illustrer, dans le cas de la SUSY {\displaystyle {\mathcal {N}}=2\,}, c'est-à-dire une supersymétrie étendue avec deux supersymétries, un supermultiplet vectoriel contient:
- un champ de jauge {\displaystyle A^{\mu }\,}.
- deux jauginos (qui sont des fermion de Majorana) {\displaystyle \psi _{\alpha }^{1}\,} et {\displaystyle \psi _{\alpha }^{2}\,}.
- deux champs scalaires {\displaystyle \phi _{1,2}\,} combinés en un champ scalaire complexe {\displaystyle \phi \equiv \phi _{1}+i\phi _{2}\,}.

### Exemple de comptage
Dans le cas où l'espace-temps possède 4 dimensions un champ de jauge possède deux degrés de liberté, un fermion de Majorana possède aussi deux degrés de libertés, et un champ scalaire réel compte pour un degré de liberté. Alors on voit qu'au total un supermultiplet vectoriel {\displaystyle {\mathcal {N}}=2\,} possède 4 degrés de liberté bosoniques et 4 degrés de liberté fermioniques en accord avec la règle générale qu'une théorie supersymétrique possède toujours un nombre égal de degrés de liberté bosoniques et fermioniques.

## Particularités liées au groupe de jauge
Dans le cas où le groupe de jauge est de dimension plus grande que 1 la théorie possède autant de champs de jauge que cette dimension et pour respecter la supersymétrie chacun doit être accompagné de son ou ses partenaires alors il y a autant de supermultiplets vectoriels que la dimension du groupe. Par exemple dans le cas du groupe de jauge {\displaystyle U(1)^{2}\,} qui est de dimension 2 on a deux supermultiplets vectoriels.

Dans le cas où le groupe de jauge est non-abélien (en) alors la théorie quantique des champs impose que les champs de jauge se transforment dans la représentation adjointe du groupe de jauge. Pour être compatible avec la contrainte de supersymétrie il est alors nécessaire d'imposer que les partenaires du champ de jauge se transforment dans la même représentation.

### Exemple du groupeSU(2){\displaystyle SU(2)\,}
Le groupe {\displaystyle SU(2)\,} est de dimension 3 alors la théorie possède 3 supermultiplets vectoriels. Par ailleurs les trois supermultiplets doivent constituer la représentation adjointe de ce groupe car tel est le cas pour les champs vectoriels. Ainsi il est nécessaire que les jauginos ainsi que les champs scalaires des multiplets se transforment eux aussi sous le groupe {\displaystyle SU(2)\,} selon la représentation adjointe.